# Val Bedretto

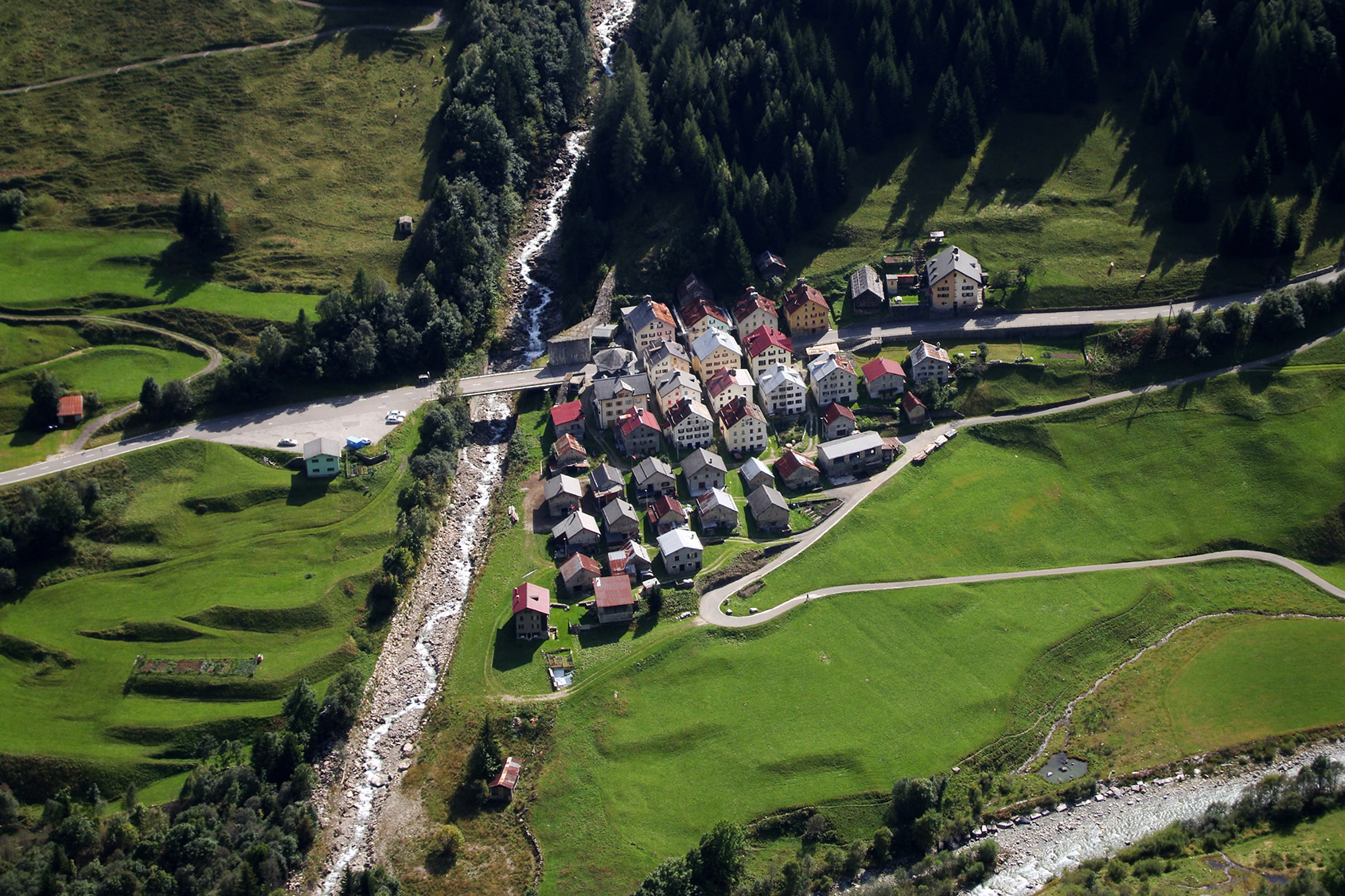
Il villaggio di Fontana

La Valle Bedretto è la valle che forma il tratto iniziale del fiume Ticino dalle sue sorgenti sul Passo della Novena (2.480 m) fino ad Airolo (1.150 m).

## Descrizione
Lungo il fondo valle si trovano i villaggi di Fontana (frazione di Airolo), Ossasco, Villa, Bedretto, Ronco e All'Acqua, tutte località appartenenti al comune di Bedretto. Un primo tratto di strada venne costruito tra Airolo e Bedretto nel 1924, poi prolungata fino a Ronco nel 1932. 
La strada del Passo della Novena con il collegamento con il Canton Vallese venne costruita nel 1964. Questo valico è aperto solo durante l'estate. 
Nel 1906 nel villaggio di Villa si sono trovate tombe preromane, mentre a Bedretto sono state trovate monete romane. Nel 1227, con la spartizione degli alpeggi di Leventina, Bedretto formava già vicinanza a sé, anche se ottenne solo alpeggi in comproprietà con altri comuni leventinesi. 
Molti villaggi della Valle Leventina posseggono alpeggi nella vallata, appunto assegnati nella famosa spartizione del 1227. Gli alpeggi della valle Bedretto sono famosi da tempo immemorabile per l'ottima qualità del foraggio, i quali ancora oggi producono rinomati formaggi.
L'economia della valle in passato era completamente retta dall'attività agricola, con un'emigrazione parziale o totale che ne ha da sempre caratterizzato la storia.
L'ultimo insediamento della valle, All'Acqua (1614 m), è sede di un ospizio. Da questo si dipartono le vie che portano al passo della Novena, che mette in collegamento il Canton Ticino con il Vallese, e il passo di San Giacomo che lo collega alla Valle Formazza in territorio italiano.
La particolare posizione orografica e l'altitudine fanno di questa valle un luogo da sempre colpito da valanghe. Famose quelle del 1749 che colpì il villaggio di Ossasco con 13 morti, e quella del 1863 che colpì Bedretto facendo 29 vittime.

## Galleria d'immagini

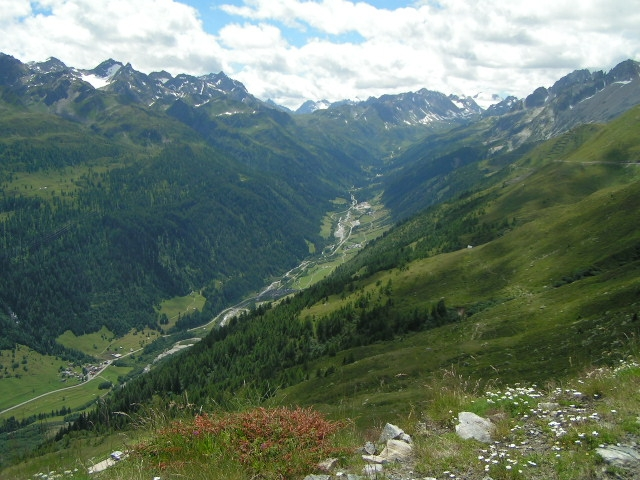
Val Bedretto
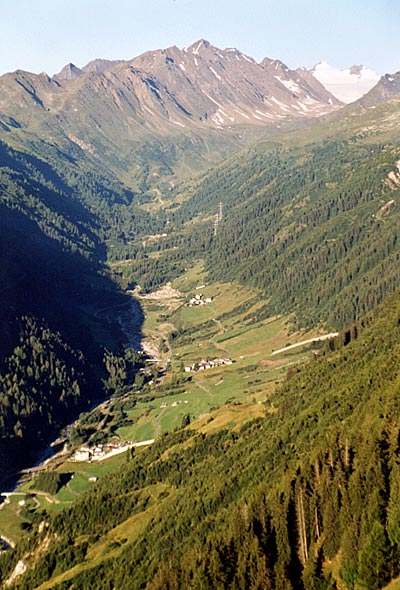
I villaggi di Villa, Bedretto, Ronco col ghiacciaio del Corno Grigio sullo sfondo
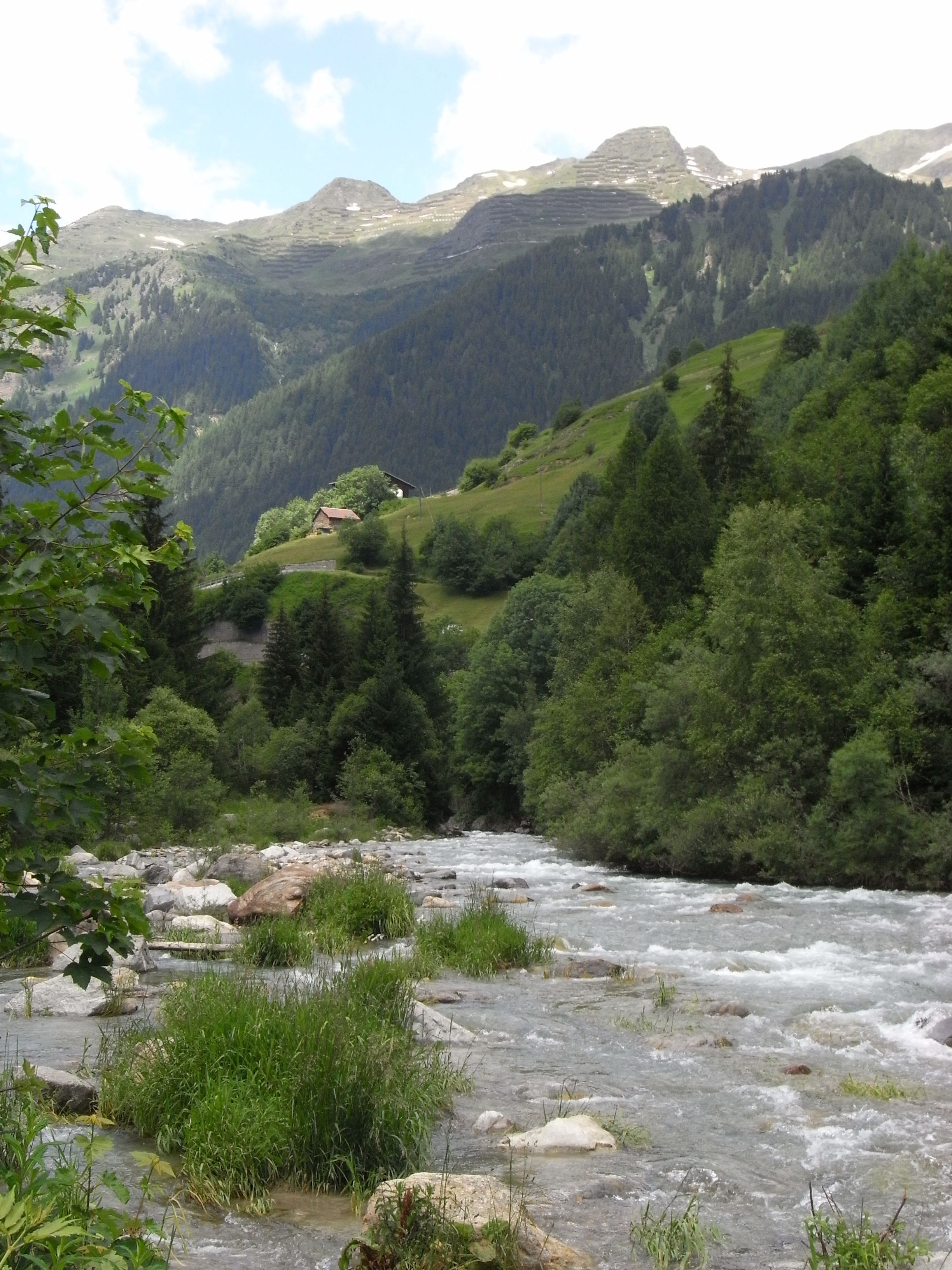
ll fiume Ticino in Val Bedretto